# Bonnie Webber
 Bonnie Lynn Nash-Webber, FRSE (* 30. August 1946) ist eine britisch-amerikanische Informatikerin und Hochschullehrerin. Sie ist Computerlinguistin und emeritierte Professorin für intelligente Systeme am Institute for Language, Cognition and Computation (ILCC) der School of Informatics der University of Edinburgh.

## Leben und Werk
Webber promovierte 1978 an der Harvard University bei William A. Woods mit der Dissertation: A Formal Approach to Discourse Anaphora. Während ihrer Promotion arbeitete sie mit Woods im Forschungsteam von Bolt Beranek and Newman (BBN). Sie wurde von Woods in die Verarbeitung natürlicher Sprache eingeführt, wo dieser Pionierarbeit für das Lunar Sciences Natural Language System (LUNAR) für die NASA und das erste Sprachverständnissystem von BBN leistete.
Nach Abschluss ihrer Promotion arbeitete sie zwanzig Jahre lang an der School of Computer & Information Science der University of Pennsylvania, wo sie ihre Forschung in Natural Language Processing in Zusammenarbeit mit Professor Aravind Joshi fortsetzte. Sie wechselte 1998 an die University of Edinburgh, wo sie mit Dietlind Gerloff in der School of Biology für ein neues schulübergreifendes Programm in Bioinformatik arbeitete.  Gleichzeitig arbeitete sie mit Joshi und anderen Kollegen an der University of Pennsylvania, um die Penn Discourse TreeBank (PDTB) zu erstellen, mit deren Entwicklung sie und Joshi 1998 begonnen hatten. Aus der PDTB ist eine wichtige Ressource im Bereich der Sprachverarbeitung geworden und ist die Inspiration für ähnliche Bemühungen in vielen anderen Sprachen wie Arabisch, Chinesisch, Tschechisch, Hindi, Italienisch, Polnisch, Portugiesisch und Türkisch geworden. Dies führte zu dem Aufbau eines europäischen COST-Netzwerks mit 26 Ländern, von dem sie als stellvertretende Vorsitzende fungiert. COST unterstützt die transnationale Zusammenarbeit zwischen Forschern, Ingenieuren und Wissenschaftlern in ganz Europa.
Sie war 1980 Präsidentin der Association for Computational Linguistics (ACL) und von 2016 bis 2019 Vorsitzende des Research Awards Committee  der Royal Society of Edinburgh (RSE). Im Februar 2022 betrug ihr h-Index 56.

## Auszeichnungen und Ehrungen (Auswahl)
- 1991: Fellow der Association for the Advancement of Artificial Intelligence (AAAI)
- 2004: Fellow der Royal Society of Edinburgh (FRSE)[4]
- 2012: Fellow der Association for Computational Linguistics
- 2020: Association for Computational Linguistics Lifetime Achievement Award[5][6]

## Veröffentlichungen (Auswahl)
- mit R. M. Kaplan, William A. Woods: The Lunar Sciences Natural Language Information System: Final Report, BBN Report No. 2378, Bolt Beranek and Newman Inc., Cambridge, Juni 1972.
- mit T. Finin, A. K. Joshi: Natural language interactions with artificial experts. Proceedings of the IEEE, July 1986.
- mit T. Finin, A. K. Joshi, A. Kroch, E. Prince, G. Sankoff, S. Weinstein, and R. Weischedel: Computational Linguistics Research at the University of Pennsylvania. Computational Linguistics, April 1983.